# Campeonato Paraguaio de Futebol de 2019 - Apertura
O Campeonato Paraguaio de Futebol de 2019 "Apertura" será o centésimo décimo nono torneio desta competição. Irão participar doze equipes. Não há rebaixamentos no Apertura. É um campeonato no sistema de Apertura e Clausura separados, com dois campeões paraguaios por ano, sem a necessidade de final entre eles. .O campeão representará o Paraguai na Copa Libertadores da América de 2020. As outras duas vagas serão para o campeão do clausura e o primeiro melhor finalista na tabela geral. Para a Copa Sul-Americana de 2020, os três melhores clubes na tabela de pontuação total (que inclui o Apertura e o Clausura somados), já que a quarta vaga ficará com o campeão da Copa Paraguai 2019

## Participantes
| Equipe               | Cidade         | Departamento     | Em 2017                        | Estádio                      | Capac. | Títulos                                                  | Part. |
| -------------------- | -------------- | ---------------- | ------------------------------ | ---------------------------- | ------ | -------------------------------------------------------- | ----- |
| Cerro Porteño        | Assunção       | Distrito Capital | Vice Campeão                   | General Pablo Rojas          | 45.000 | 32 (último em Clausura de 2017)                          | 111   |
| Deportivo Capiatá    | Capiatá        | Central          | Décimo Lugar                   | Lic. Erico Galeano           | 15.000 | 0 (não possui)                                           | 12    |
| Deportivo Santaní    | San Estanislao | San Pedro        | Quinto Lugar                   | Juan José Vázquez            | 4.928  | 0 (não possui)                                           | 5     |
| General Díaz         | Luque          | Central          | Décimo Primeiro Lugar          | General Adrián Jara          | 4.000  | 0 (não possui)                                           | 11    |
| Guaraní              | Assunção       | Distrito Capital | Sétimo Lugar                   | Rogelio Livieres             | 5.380  | 11 (último em Clausura de 2016)                          | 118   |
| Libertad             | Assunção       | Distrito Capital | Terceiro Lugar                 | Dr. Nicolás Leoz             | 10.100 | 20 (último em Apertura de 2017)                          | 114   |
| Nacional             | Assunção       | Distrito Capital | Sexto Lugar                    | Arsenio Erico                | 4.434  | 9 (1909, 1911, 1924, 1926, 1942, 1946, 2009, 2011, 2013) | 112   |
| Olimpia              | Assunção       | Distrito Capital | Campeão                        | Manuel Ferreira              | 25.820 | 42 (último em Clausura de 2018)                          | 119   |
| River Plate          | Assunção       | Distrito Capital | Acesso pela 2ª Divisão de 2018 | Estádio do River Plate       | 5.000  | 0 (não possui)                                           | 78    |
| Sol de América       | Villa Elisa    | Central          | Quarto Lugar                   | Luis Alfonso Giagni          | 10.200 | 2 (1986, 1991)                                           | 111   |
| Sportivo Luqueño     | Luque          | Central          | Nono Lugar                     | Feliciano Cáceres            | 20.183 | 2 (1951,1953)                                            | 95    |
| Sportivo San Lorenzo | San Lorenzo    | Central          | Acesso pela 2ª Divisão de 2018 | Estádio Cidade Universitária | 3.000  | 0 (não possui)                                           | 33    |

## Premiação
| Campeonato Paraguaio 2019 Primeira Divisão - Apertura |
| Assunção                                              |
| ----------------------------------------------------- |
| Olimpia Campeão (43º título)                          |